# Acanthophyllum gracile
Acanthophyllum gracile là loài thực vật có hoa thuộc họ Cẩm chướng. Loài này được Bunge ex Boiss. mô tả khoa học đầu tiên năm 1867.